# Вила Фалкини (Терамо)
Вила Фалкини (итал. Villa Falchini) је насеље у Италији у округу Терамо, региону Абруцо.
Према процени из 2011. у насељу је живело 92 становника. Насеље се налази на надморској висини од 212 м.